# Linn County, Oregon
Linn County är ett administrativt område i delstaten Oregon, USA. Den administrativa huvudorten (county seat) är Albany. Countyt har fått sitt namn efter Lewis F. Linn som var senator för Missouri 1833-1843.

## Geografi
Enligt United States Census Bureau har countyt en total area på 5 983 km². 5 936 km² av den arean är land och 47 km² är vatten.

### Angränsande countyn
- Marion County, Oregon - nord
- Benton County, Oregon - väst
- Lane County, Oregon - syd
- Deschutes County, Oregon - öst
- Jefferson County, Oregon - öst
- Polk County, Oregon - nordväst

### Orter
- Albany (huvudort, delvis i Benton County)
- Brownsville
- Lebanon
- Lyons